# 서울역삼초등학교
서울역삼초등학교(서울驛三初等學校)는 대한민국 서울특별시 강남구 역삼동에 있는 공립 초등학교이다.
병설유치원도 함께 운영 중에 있으며, 본교 운동장 내 충무공 이순신 장군상을 비롯한 작은 연못과 놀이시설이 있다. 

## 학교 연혁
- 1978년 7월 21일 서울역삼국민학교 설립인가
- 1979년 9월 27일 개교
- 1981년 2월 24일 제1회 졸업식
- 1983년 3월 1일 서이국민학교 분리
- 1996년 3월 1일 서울역삼초등학교로 개칭

## 참고 자료
- 서울역삼초등학교 - 한국교육학술정보원 학교알리미